# Перудина
Перудина (словен. Perudina) — поселення в общині Чрномель, Південно-Східна Словенія, Словенія. Висота над рівнем моря: 239,9 м.